# Болкоуспокояващо (сериал)
„Болкоуспокояващо“ (на английски: Painkiller) е американски драматичен сериал на Netflix, разказващ за участието на фармацевтичната компания Purdue Pharma в кризата с опиоидите в САЩ от 2023 година. Режисьор е Питър Берг.

## Сюжет
През 1996 г. Purdue Pharma, ръководена от Ричард Саклър и неговото многочислено семейство, започва да предлага на пазара ново болкоуспокояващо, наречено OxyContin, модифицирана версия на оксикодон с бавно освобождаване. Оксикодонът е изобретен за първи път през 1916 г., но продажбата му е забранена през 1990 г. поради проблеми със зависимостта. Първоначално употребата на новото лекарство дава невероятен ефект – хората, страдащи от болки в мускулите, костите и ставите, усещат как изтощителната болка изчезва и те могат да живеят пълноценен живот. Продажбите на OxyContin растат с невероятни темпове и все повече пациенти започват да приемат „вълшебното болкоуспокояващо“, но тези нещастници дори не подозират, че новото лекарство е истински хероин и един от най-опасните наркотици в света…

## Актьорски състав
| Актьор          | Роля |
| --------------- | --- |
| Узо Адуба       | Еди Флауърс – следователка                                                                                         |
| Матю Бродерик   | Ричард Саклър – милиардер, председател и президент на Purdue Pharma                                                |
| Сам Андерсън    | Реймънд Саклър – лекар и бизнесмен, бащата на Ричард                                                               |
| Кларк Грег      | Артър Саклер – психиатър и продавач на фармацевтични продукти, основател на компания Purdue Pharma, чичо на Ричард |
| Тейлър Кич      | Глен Крайгър – собственик на автосервиз със зависимост към OxyContin                                               |
| Каролина Барчак | Лили Крайгър – съпругата на Глен                                                                                   |
| Тайлър Ритър    | Джон Браунли – прокурор на САЩ за Западния окръг на Вирджиния от 2001 до 2008 г.                                   |
| Джон Алес       | Грегъри Фицгибънс                                                                                                  |
| Рон Лий         | Бил Хейвънс |
| Ана Круз Кейн   | Бриана Ортис |
| Уест Духовни    | Шанън Шефър |
| Джак Мълхърн    | Тайлър Крайгър |
| Дина Шихаби     | Брит |
| Джон Ротман     | Мортимър Саклър |
| Джон Мърфи      | Майкъл Фридман |
| Ноа Харпстър    | Къртис Райт |

## Списък с епизоди
Внимание:  Текстът по-долу разкрива сюжета на произведението (или части от него)!
| Общ номер | Номер в сезона | Заглавие                                                                                              | Режисиран от | Написан от                                     | Дата на излизане  |
| --- | -------------- | --- | ------------ | ---------------------------------------------- | ----------------- |
| 1 | 1              | The One to Start With, The One to Stay With („Този, с който да започнете, този, с който да останете“) | Питър Берг   | Мика Фицерман-Блу и Ноа Харпстър               | 10 август 2023 г. |
| Историята е разказана от името на жената следовател Еди Флауърс, която е участник във всички събития и сега свидетелства пред нарочна комисия на Конгреса. И така Ричард Саклър, един от членовете на голямо фармацевтично семейство, решава да започне да продава ново болкоуспокояващо, наречено OxyContin. Той знае, че наркотикът води до пристрастяване, но жаждата за забогатяване премахва всички морални бариери. Завършилата колеж Шанън Шафър се присъединява към Purdue Pharma като стажант и започва да насърчава лекарите да предписват OxyContin на своите пациенти. Собственикът на малък автосервиз Глен Крайгър е наранил гърба си и след сложни операции и дълга рехабилитация страда постоянно от силни болки. За да разреши този проблем, лекарят на Крайгър препоръчва OxyContin. |                | |              |                                                |                   |
| 2 | 2              | Jesus Gave Me Water („Исус ми даде вода“)                                                             | Питър Берг   | Мика Фицерман-Блу и Ноа Харпстър               | 10 август 2023 г. |
| Глен Крайгър започва да използва OxyContin и това му помага да върне контрола над живота си. Той, жена му и децата му са щастливи. В една от аптеките Еди Флауърс наблюдава страничните ефекти на лекарството – пациентът страда от ужасна коремна болка и истерично настоява за OxyContin. Шанън Шефър и нейният директор пътуват из цялата страна и упорито насърчават лекарите да използват OxyContin за лечение на пациенти за различни видове болка. Въпреки това един от лекарите, които категорично отказват да използват OxyContin, обяснява на Шанън, че новото лекарство е истински хероин и всъщност Purdue Pharma разпространява наркотици. Богатството на семейство Саклър започва да се увеличава поради продажбите на OxyContin, но продажбите все още не са в голям мащаб, тъй като Къртис Райт, комисарят на FDA, все още не е одобрил широко използване на лекарството. |                | |              |                                                |                   |
| 3 | 3              | Blizzard of the Century („Снежна буря на века“)                                                       | Питър Берг   | Уил Хетингер, Мика Фицерман-Блу и Ноа Харпстър | 10 август 2023 г. |
| Purdue Pharma създава специална група, която, използвайки псевдонаучни изследвания и завоалирани подкупи, все пак принуждава Къртис Райт да разреши използването на OxyContin. В Съединените щати започва безпрецедентен ръст на уличната престъпност. Еди Флауърс изследва този феномен и стига до извода, че нарастването на престъпността е пряко свързано с продажбата на новия наркотик. Тя се опитва да убеди прокурора Джон Браунли да предприеме правни действия срещу Purdue Pharma, но прокурорът отказва, защото Флауърс не разполага с конкретни факти. По това време пациентите, които стават зависими от OxyContin, започват да харчат всичките си пари за закупуване на желаните хапчета, превръщайки се в истински наркомани. Глен Крайгър е принуден да приеме лечение, когато попада в интензивно отделение поради зависимостта си. |                | |              |                                                |                   |
| 4 | 4              | Is Believed („Вярва се“)                                                                              | Питър Берг   | Бу Килебрю, Мика Фицерман-Блу и Ноа Харпстър   | 10 август 2023 г. |
| Еди Флауърс започва да събира информация за ужасните ефекти, които OxyContin има върху хората. Рекламата на Purdue Pharma твърди, че по-малко от 1% от потребителите стават зависими от лекарството, но изследването на Флауърс показва, че това е цинична лъжа. Шанън Шефър става един от водещите продавачи на OxyContin, нейното богатство се увеличава, тя купува апартамент, кола и т.н., но смъртта на младо момиче след използване на OxyContin принуждава Шефър да се замисли какво се случва. Глен Крайгър става наркоман, губейки семейството и работата си. |                | |              |                                                |                   |
| 5 | 5              | Hot! Hot! Hot! („Горещо! Горещо! Горещо!“)                                                            | Питър Берг   | Бу Килебрю, Мика Фицерман-Блу и Ноа Харпстър   | 10 август 2023 г. |
| Обществеността и медиите най-накрая обръщат внимание на увеличаването на смъртните случаи сред хората, използващи OxyContin, и започват да оказват натиск върху Purdue Pharma. Семейство Саклър изпада в паника, но Ричард Саклър няма да се предаде. Изписването на таблетки OxyContin продължава, а дозите им стават все по-големи. Хората, които са пристрастени към този наркотик, започват не само да го поглъщат, но и след като смелят OxyContin на прах, го смъркат като кокаин. В САЩ започва истинска наркоепидемия, десетки и стотици хора умират от свръхдоза OxyContin. Глен Крайгър пада до самото дъно, започва да продава лични вещи, за да купи следващата порция „магически“ хапчета. Еди Флауърс убеждава шефа си да започне съдебно разследване и заедно измислят стратегия за преследване на Purdue Pharma. Шанън Шефър присъства на корпоративно парти на Purdue Pharma във Флорида и там за първи път разбира, че като продава OxyContin, тя извършва престъпление.      |                | |              |                                                |                   |
| 6 | 6              | What's in a Name? („Какво има в името?“)                                                              | Питър Берг   | Мика Фицерман-Блу и Ноа Харпстър               | 10 август 2023 г. |
| Шанън Шефър се среща с Еди Флауърс и ѝ дава тайна информация за Purdue Pharma. Това дава възможност на процеса да започне. Ричард Саклър наема най-добрите адвокати в САЩ и използва всичките си тайни връзки. В резултат на това главният прокурор на САЩ нарежда на Джон Браунли да сключи сделка с Purdue Pharma. Компанията просто публикува „официално“ признание, че е „дезинформирала пациентите“ за новото лекарство и обещава да плаща на жертвите на OxyContin за лечение и рехабилитация в продължение на няколко години. Еди Флауърс е ужасно разочарована, защото всъщност процесът завършва безрезултатно и никой от семейство Саклър не е пострадал. Глен Крайгер започва лечение на зависимостта си, здравето и умът му започват да се възстановяват, но след като случайно открива голям брой хапчета OxyContin, той не издържа, приема ги и умира от свръхдоза. Финалните надписи съобщават, че според различни оценки OxyContin е убил между 200 и 500 хиляди жители на САЩ. |                | |              |                                                |                   |